# اچ‌ام‌اس ئی۱۲
اچ‌ام‌اس ئی۱۲ (به انگلیسی: HMS E12) یک زیردریایی بود که طول آن ۱۸۱ فوت (۵۵ متر) بود. این زیردریایی در سال ۱۹۱۴ ساخته شد.